# المعمدان نويل، الفيكونت الثالث كامبدن
كان المعمدان نويل، الفيكونت الثالث كامبدن ولد 1611 وتوفي 29 أكتوبر 1682سياسيًا إنجليزيًا. وقد كان اللورد ملازم روتلاند ، حارس روتولوروم روتلاند وعضو البرلمان عن روتلاند .

## وقت مبكر من الحياة
ولد المعمدان نويل في إكستون هول ، روتلاند ابن ادواردنولي الثاني وهون السابق. جوليانا هيكس. شقيقه الأصغر هون. هنري نويل، تزوج ماري بيري. أخته حضرة. إليزابيث نويل، كانت زوجة جون تشاوورث، الفيكونت تشاوورث الثاني ، وأخت أخرى، هون. ماري نويل، كانت زوجة السير إيراسموس دي لافونتين ، من كيربي بالرز.

## حياة مهنية
في عام 1640، أُعيد إلى جانب السيد جاي بالمز و شغل عضوا في البرلمان عن روتلاند بعد تعليق البرلمان منذ عام 1629.